# Fairey Albacore
Fairey Albacore (vzddevek "Applecore") je bil dvokrilni palubni torpedni bombnik, ki ga je proizvajal britanski Fairey Aviation v obdobju 1939-1943. Med 2. svetovno vojno ga je uporabljala britanska Kraljeva mornarica (Fleet Air Arm), kot izvidnik, torpedni bombnik in strmoglavec. 
Albacore je bil razvit kot naslednik dvokrilnega Fairey Swordfisha. Kasneje sta obe letali nadomestila enokrilna Fairey Barracuda in Grumman TBF Avenger. 
Albacore je bil oborožen z enim 760 kilogramskihm torpedom ali pa do 900 kilogrami bomb. Slabost letala je bila sorazmerno majhna hitrost. 

## Specifikacije (Albacore)
Podatki iz The British Bomber since 1914
Splošne karakteristike
- Posadka: 3
- Dolžina: 39 ft 10 in (12,14 m)
- Razpon kril: 50 ft 0 in (15,24 m)
- Višina: 14 ft 2 in (4,62 m)
- Površina kril: 623 ft² (57,9 m²)
- Teža praznega letala: 7250 lb (3295 kg)
- Naložena teža: 10460 lb (4755 kg)
- Maks. vzletna teža: 12600 lb (5727 kg)

 Zmogljivost 
- Maks. hitrost: 140 vozlov (161 mph, 259 km/h)
- Potovalna hitrost: 122 vozlov (140 mph, 225 km/h) (največja potovalna)
- Hitrost porušitve vzgona: 47 vozlov (54 mph, 87 km/h) (s spuščenimi zakrilci)
- Doseg: 817 nmi (930 milj, 1497 km) (s torpedom)
- Višina leta: 20700 ft (6310 m)
- Čas do višine 6000 ft 8 min

Oborožitev

- Strelno orožje: 

  - 1 × fiksna naprej streljajoča 7,7 mm M1919 Browning strojnica v desnem krilu[1]
  - 1 ali 2 × 7,7 mm Vickers K strojnice v zadnjem kokpitu
- Bombe: 1 × 760 kg torpedo ali 907 kg bomb